# Hrabstwo Gila

Piramida wieku hrabstwa

Hrabstwo Gila – hrabstwo w USA w środkowo-wschodniej części stanu Arizona. Według danych z 2023 roku liczy 54 tys. mieszkańców.  Stolicą jest Globe, a największym miastem Payson.

## Historia
Powstało 8 lutego 1881 roku z części hrabstw Maricopa i Pinal. Dzięki petycji mieszkańców, w 1889 roku, granica rozciągała się aż do rzeki San Carlos. Pierwszą stolicą było Globe City, teraz jest Globe.

## Geografia
Całkowita powierzchnia wynosi 12 421 km². Z tego 97 km² (0.58%) stanowi woda. Znajdują się tutaj rezerwaty Indian: Fort Apache i San Carlos.

### Sąsiednie hrabstwa
- hrabstwo Yavapai – północny zachód
- hrabstwo Maricopa – zachód
- hrabstwo Pinal – południe
- hrabstwo Graham – południowy wschód
- hrabstwo Navajo – wschód i północny wschód
- hrabstwo Coconino – północ

### Wybrane miejscowości
- Globe
- Hayden
- Payson
- Miami
- Star Valley
- Winkelman

### CDP
- Bear Flat
- Beaver Valley
- Canyon Day
- Cedar Creek
- Carrizo
- Central Heights-Midland City
- Christopher Creek
- Claypool
- Cutter
- Copper Hill
- Deer Creek
- Dripping Springs
- East Globe
- East Verde Estates
- El Capitan
- Flowing Springs
- Freedom Acres
- Gisela
- Geronimo Estates
- Haigler Creek
- Hunter Creek
- Icehouse Canyon
- Jakes Corner
- Kohls Ranch
- Mead Ranch
- Mesa del Caballo
- Oxbow Estates
- Peridot
- Pinal
- Pine
- Rye
- Rock House
- Roosevelt
- Round Valley
- San Carlos
- Six Shooter Canyon
- Strawberry
- Tonto Basin
- Tonto Village
- Top-of-the-World
- Young
- Washington Park
- Wheatfields
- Whispering Pines

## Demografia
W 2022 roku, w hrabstwie 78,3% mieszkańców stanowiła ludność biała (61,8% nie licząc Latynosów), 17,8% to rdzenna ludność Ameryki, 1,9% miało rasę mieszaną, 0,9% to Azjaci, 0,9% czarnoskórzy Amerykanie lub Afroamerykanie i 0,2% pochodziło z wysp Pacyfiku. Latynosi stanowili 19,3% ludności hrabstwa.
Do największych grup należą osoby pochodzenia indiańskiego, meksykańskiego (16,3%), niemieckiego (14,6%), irlandzkiego (11,7%), angielskiego (10,3%), włoskiego (4,5%), „amerykańskiego” (4,2%) i szkockiego lub szkocko–irlandzkiego (3,2%).

## Galeria

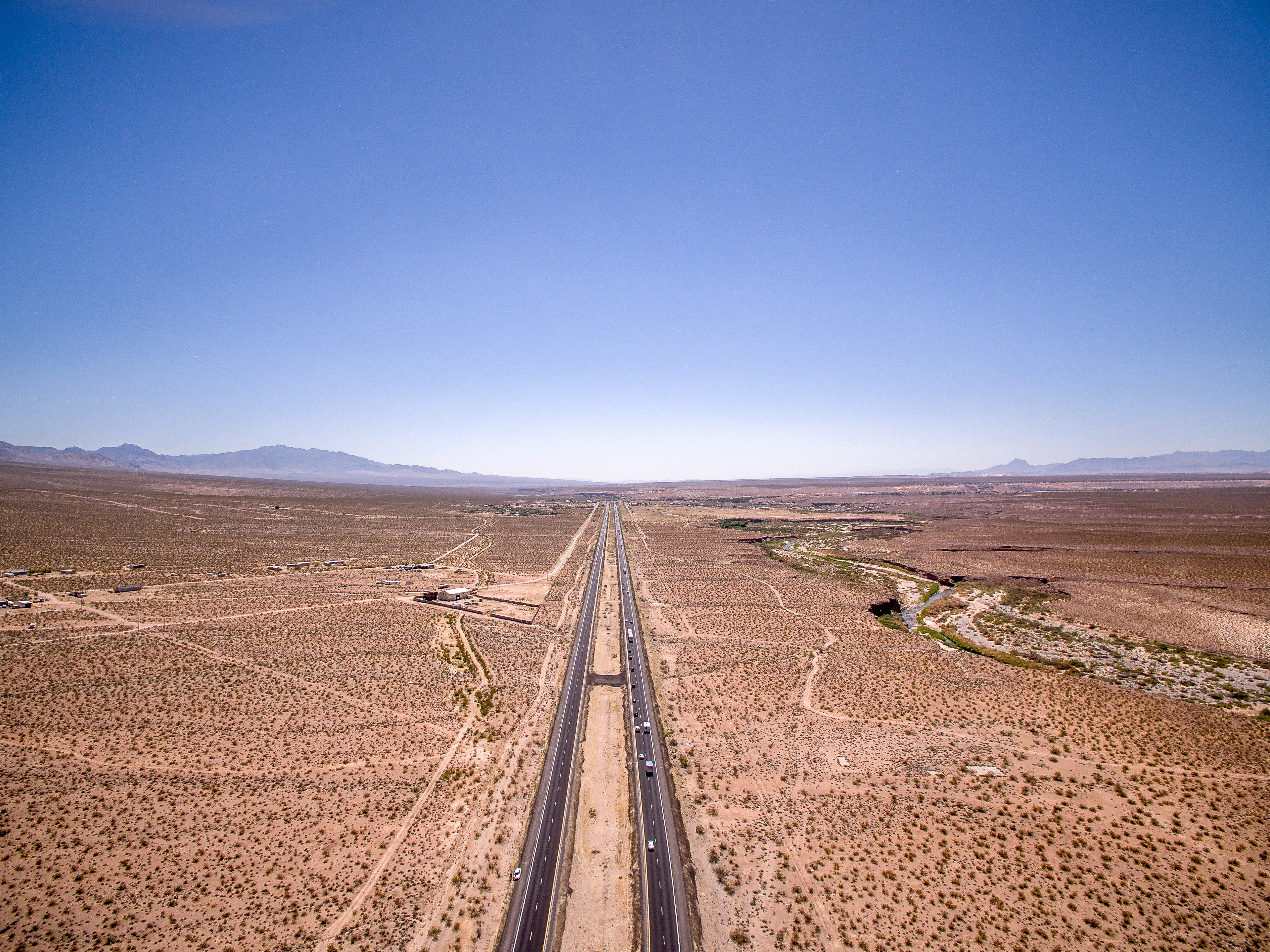
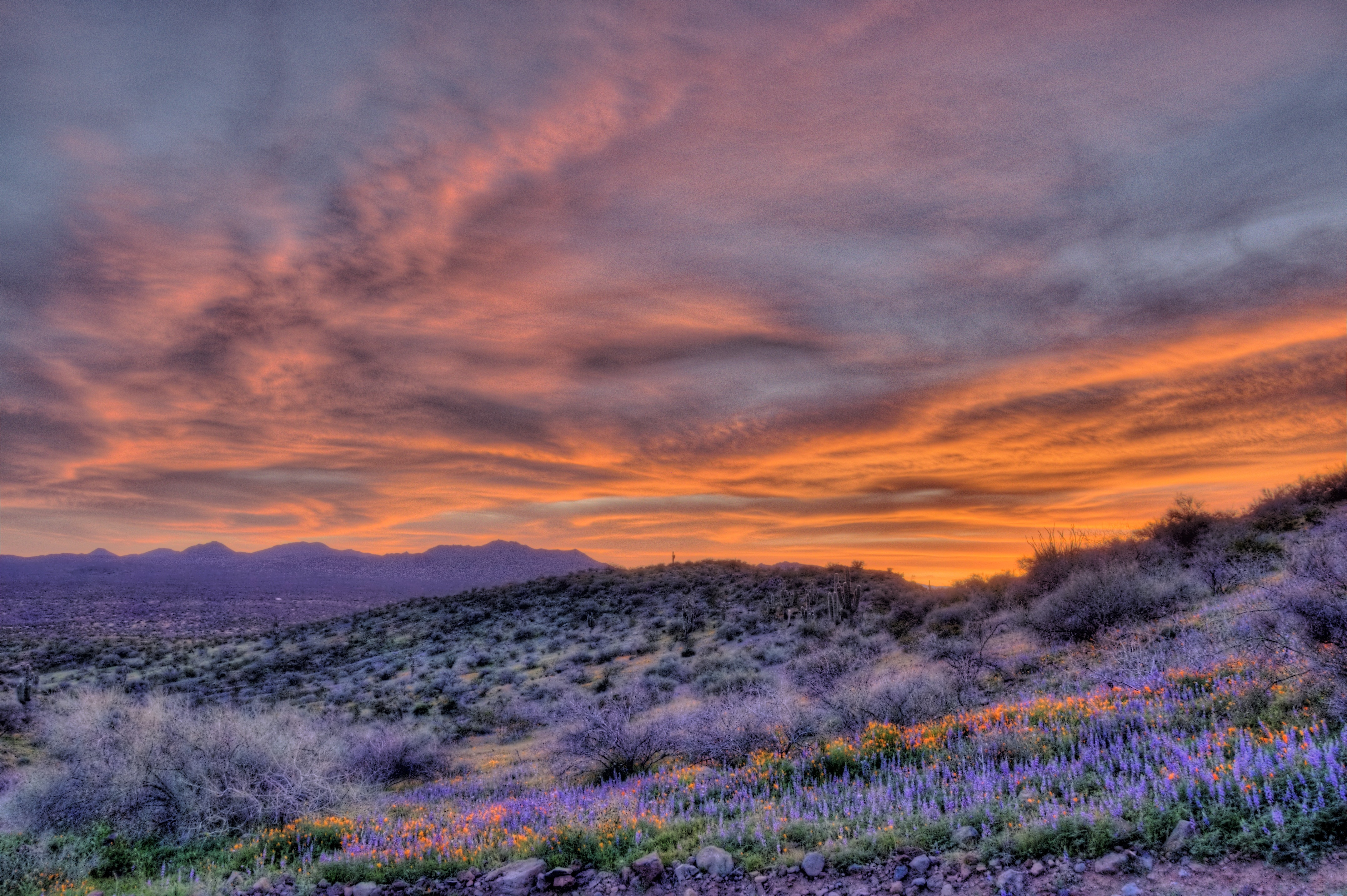
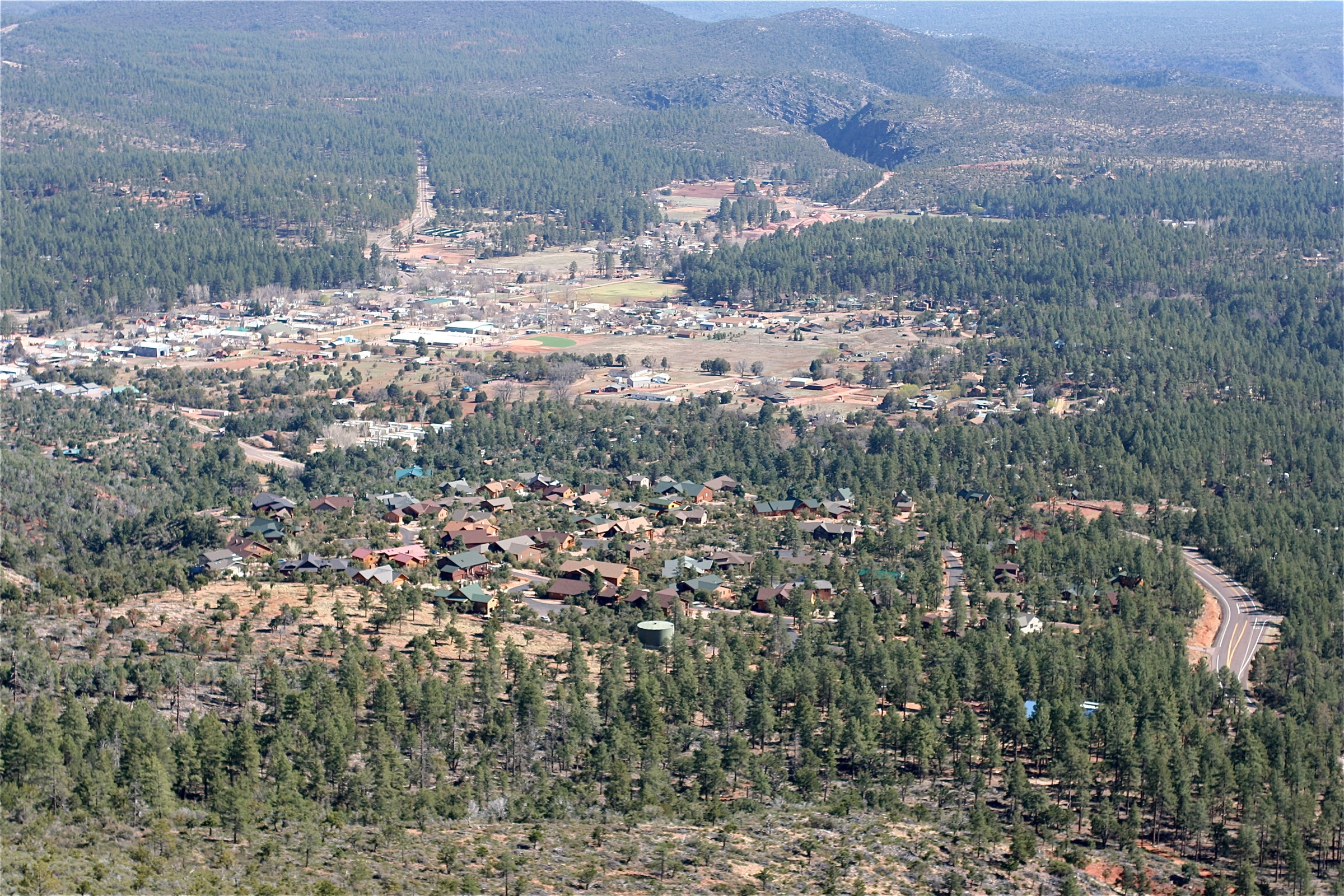
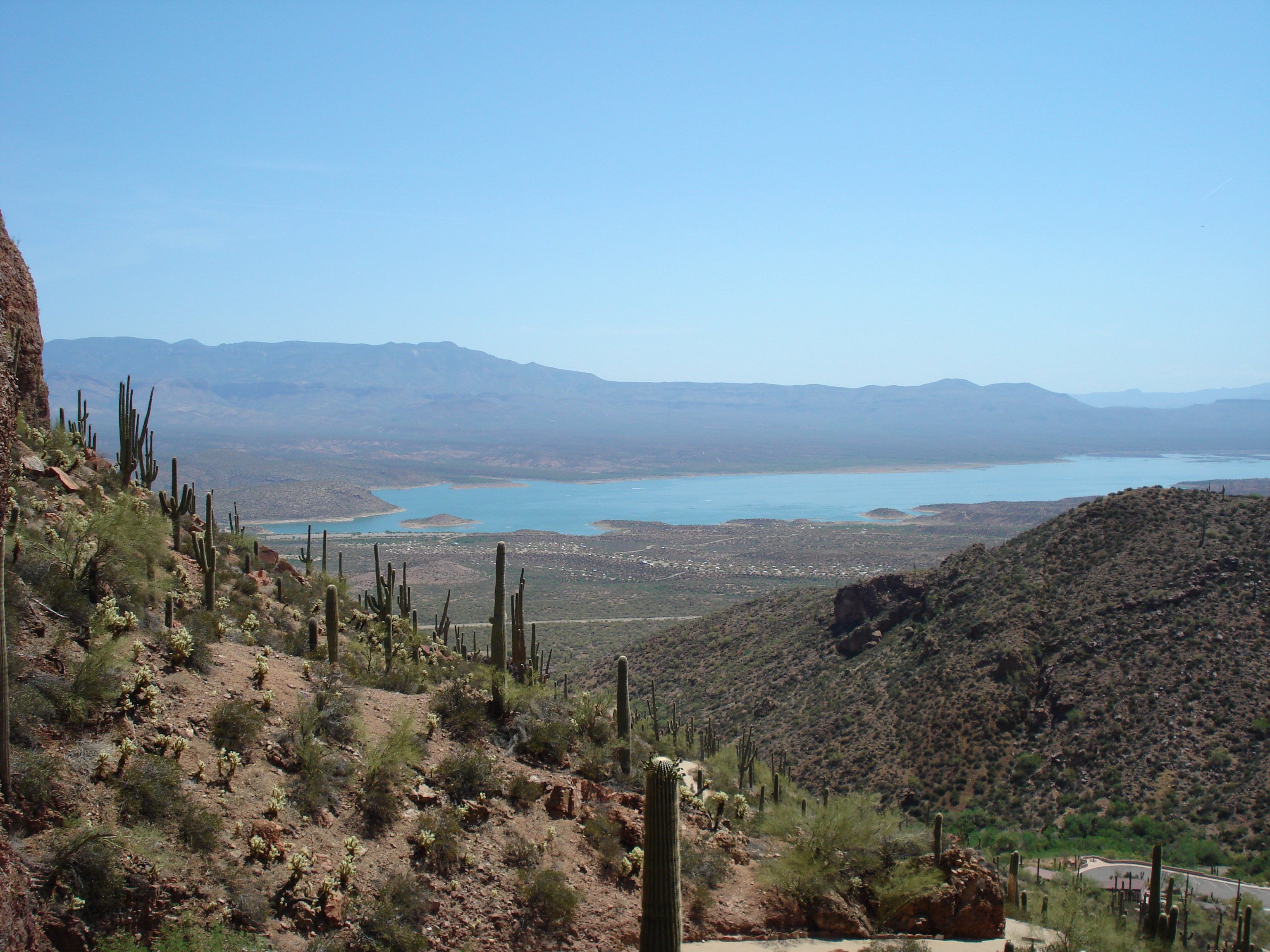
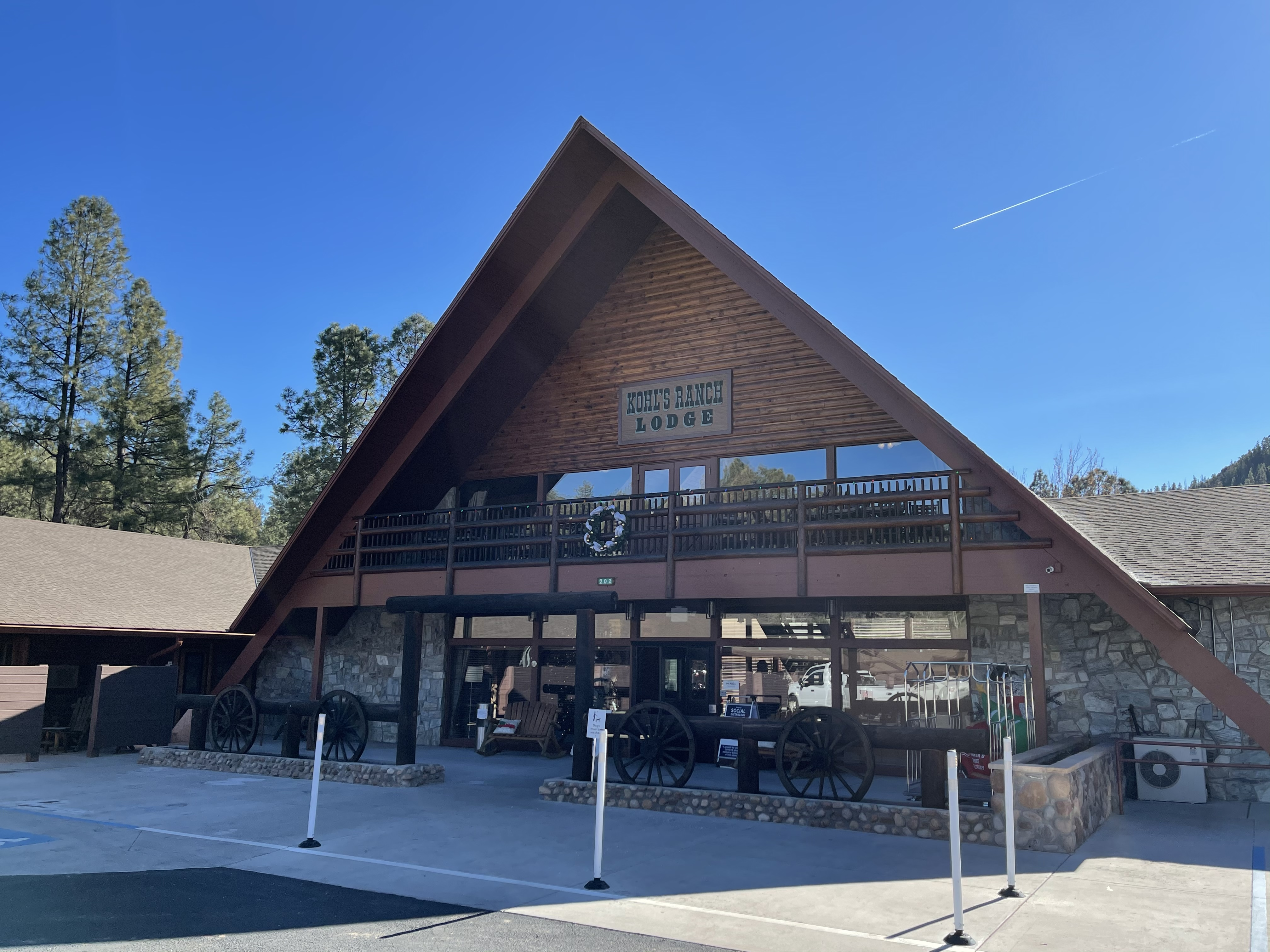